# Tereora College
Das Tereora College ist eine weiterführende Schule in Nikao, Rarotonga, Cookinseln. Es ist die älteste weiterführende Schule auf den Cookinseln und das nationale College für Schüler der Klassen 9–13.

## Geschichte
Die Schule wurde erstmals 1895 von der London Missionary Society gegründet, jedoch 1911 von der neuseeländischen Kolonialverwaltung geschlossen. 1954 wurde sie als staatliche Schule wiedereröffnet. Die Junior School folgt dem Cook Islands National Curriculum, während die Senior School die Levels 1–3 des National Certificate of Educational Achievement von Neuseeland anbietet.
Die Schulgebäude wurden in den 1950ern errichtet, 2015 waren sie baufällig. 2015 kündigte der neuseeländische Premierminister John Key während der Feierlichkeiten zum 50. Jahrestag der Selbstverwaltung der Cookinseln (Cook Islands' 50th anniversary of self-government) eine Zuwendung in Höhe von 11,7 Mio. Dollar für die Sanierung des Colleges an. Der Umbau sollte durch zwei ehemalige Schüler erfolgen, die in Neuseeland Architektur studiert hatten, und in Partnerschaft mit der Cook Islands investment Corporation durchgeführt werden. Die neuseeländische Premierministerin Jacinda Ardern eröffnete den Neubau im März 2018.
Ein Buch über die Geschichte der Schule, Below the Bluff at Nikao, wurde 1995 veröffentlicht.

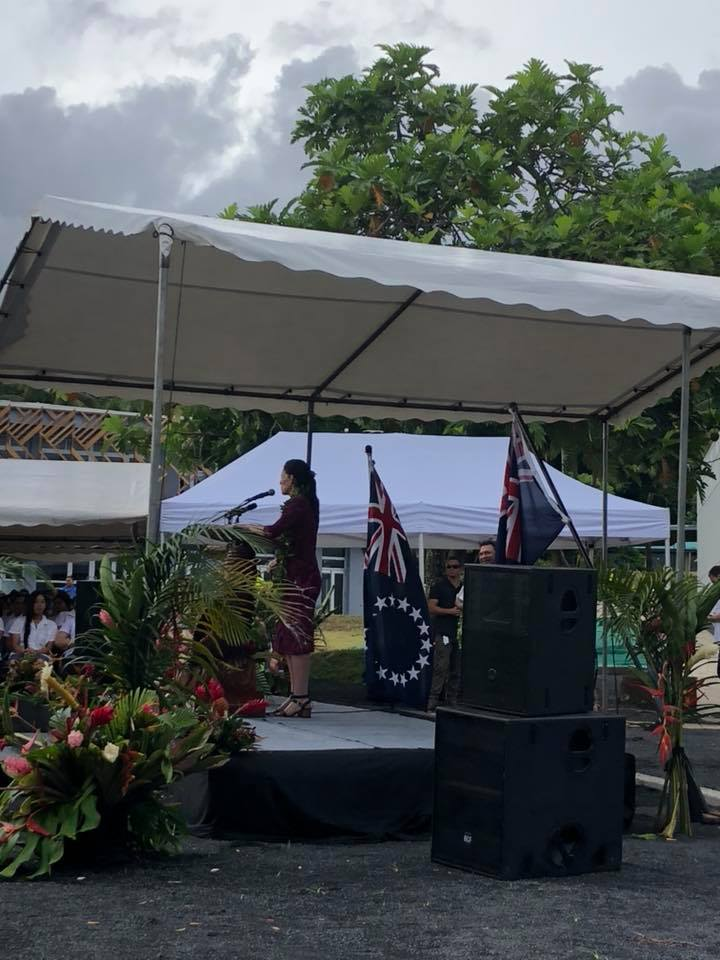
Jacinda Ardern bei der Eröffnung des Neubaus des Tereora Colleges 2018.

## School Anau
Die Schule gruppiert die Schüler in Lerngruppen, die so genannten anau, welche jeweils nach einem Berg auf Rarotonga benannt sind:
|  | Ikurangi  |
|  | Te Kou    |
|  | Maungaroa |
|  | Te Manga  |

Die Schüler bleiben in ihren anau über die ganze Schulzeit.

## Alumni
- Pa George Karika (* 1893), Soldat und ariki
- Jim Marurai (1947–2020), 8. Premierminister der Cookinseln
- Mike Tavioni (* 1947), Künstler
- Mark Brown, 12. Premierminister der Cookinseln
- Teariki Heather (* 1959), Politikerin und ehemalige Stellvertretende Premierministerin der Cookinseln
- Margharet Matenga (* 1955/56), Netball-Spielerin, NZ Silver Ferns & Cook Is
- Ngamau Munokoa (* 1944), Minister und erste Deputy Prime Ministerin
- Tina Browne, Anwältin und Führerin der Democratic Party
- William (Smiley) Heather (* 1958), stellvertretender Führer der Democratic Party
- Terepai Maoate Jnr (* 1961), ehemaliger Abgeordneter